# Cryptojoppa picturata
Cryptojoppa picturata är en stekelart som först beskrevs av Cresson 1868.  Cryptojoppa picturata ingår i släktet Cryptojoppa och familjen brokparasitsteklar. Inga underarter finns listade i Catalogue of Life.